# Ceriporia camaresiana
Ceriporia camaresiana är en svampart som först beskrevs av Bourdot & Galzin, och fick sitt nu gällande namn av Bondartsev & Singer 1941. Ceriporia camaresiana ingår i släktet Ceriporia och familjen Phanerochaetaceae.   Inga underarter finns listade i Catalogue of Life.